# Rimula pycnonema
Rimula pycnonema is een slakkensoort uit de familie van de Fissurellidae. De wetenschappelijke naam van de soort is voor het eerst geldig gepubliceerd in 1943 door Pilsbry.